# Universidad Pedagógica Nacional (Kolumbien)
Die Universidad Pedagógica Nacional (deutsch Nationale Pädagogische Universität, kurz UPN) in Bogotá ist eine Fachakademie für Pädagogik in Kolumbien, die 1955 durch das  Instituto Pedagógico Nacional hervorging.
Seit 1962 ist es eine öffentliche und koedukative Hochschule und bietet 15 Prä- und vier Postgraduierten-Studiengänge an. Seit 1992 ist diese dem Ministerium für nationale Bildung unterstellt.

## Fakultäten
- Geisteswissenschaften
- Pädagogik/Erziehungswissenschaften
- Schöne Künste
- Wissenschaft und Technologie
- Sportwissenschaft